# كينغستون (ماساتشوستس)
كينغستون (بالإنجليزية: Kingston, Massachusetts)‏ هي منطقة سكنية تقع في الولايات المتحدة في Plymouth County. يقدر عدد سكانها بـ 12,629 نسمة ومساحتها 53.1 كم2 وترتفع عن سطح البحر 34 متر.

## المدن التوأمة
مدينة دنبار هي مدينة توأمة لـكينغستون (ماساتشوستس).

## أعلام
- جون هولمز
- تيم ميرفي
- مارشال ستريكلاند
- بيولا ماري ديكس